# Die Hochzeit des Jobs
Personnages
- Hieronymus Jobs (baryton)
- Käthchen (soprano)
- Le pharmacien et maire (basse)
- La mère de Käthchen, servante (mezzosoprano)
- Jakob, le gardien de nuit (ténor)
- Babe, sa femme (alto)
- Le maître charpentier (basse)
- Le doyen de la faculté de droit (basse)
- Un premier étudiant (ténor)
- Un deuxième étudiant (basse)
- Un premier conseiller (ténor)
- Un deuxième conseiller (baryton)
- Un notaire
- Le Hofmarschall
- Un huissier

Die Hochzeit des Jobs est un opéra comique de Joseph Haas sur un livret de Ludwig Strecker fils sous le pseudonyme de Ludwig Andersen.

## Argument
Une petite ville universitaire du sud de l’Allemagne vers 1800.
L'étudiant Hieronymus Jobs souhaite sincèrement devenir un avocat respecté. Il vient de terminer ses études ; mais avant tout, il est important de réussir l'examen avec brio. Bien préparé, il passe à l'examen oral. Il pense pouvoir impressionner les professeurs par un discours enflammé sur la juridiction allemande. Malheureusement son plan ne fonctionne pas. Il s'est endetté pour ses études et a besoin d'un métier qui lui rapportera beaucoup d'argent.
Le seul pharmacien de la ville est également son maire. Mais il ne cherche pas à augmenter le bien commun ; ce sont plutôt ses propres intérêts qui déterminent ses actions. Il ne craint pas de commettre des crimes. Que l'étudiant Hieronymus Jobs se soit fiancé à Käthchen, fille du propriétaire du pub "Zum guten Lenchen", est un bâton dans ses roues. Le maire parvient à imposer une énorme dette à la mère. Mais ce n’est pas tout: il donne au veilleur de nuit un parfum si fort que c'est ce dernier qui s'endort. Le maire veut donc que Job accepte le poste vacant et épouse la veuve du veilleur de nuit afin de régler ses dettes. Ensuite, son chemin vers Käthchen serait enfin libre.
Mais souvent, cela se passe différemment : le somnifère est un peu trop faible. Le gardien de nuit revient à lui-même. Il marche dans la rue et souffle sa corne. Jérôme Jobs vient vers lui. Il veut se venger du pharmacien perfide. Jobs persuade le gardien de nuit de rejoindre un groupe d'étudiants et de prendre un verre avec eux.
Pressé, Jobs réussit à organiser de fausses funérailles pour le gardien de nuit apparemment mort. Dès que le cercueil a disparu sous la terre, le maire annonce que le mariage de la veuve avec Jobs n'attend plus un report. Soudain, les étudiants arrivent avec un grand vieux placard. Vous ouvrez la porte et qui sort ? Le vieux veilleur de nuit complètement trempé ! Maintenant, Jobs veut rendre publique l’escroquerie du pharmacien, qui lui propose immédiatement d’émettre son billet à ordre. Il l'acceptera également lorsque Jobs quittera son poste de gardien de nuit. Cette décision est très facile pour Jobs car, dans l'intervalle, le souverain a envoyé son Hofmarschall pour lui faire savoir que son examen est maintenant considéré comme réussi. Le discours qu'il a prononcé devant la commission d'examen a ravi le régent au maximum. Il souhaite voir un avocat aussi efficace qu'un fonctionnaire de l'un de ses ministères.
Plein de fierté, Jobs annonce qu'il va bientôt épouser la fiancée du maire et comment il va réussir à l'empêcher. Maintenant, toute la ville sait à quel point le maire est un filou. Sous le grand rire de la foule, il s'enfuit.

## Orchestration
| Instrumentation de Die Hochzeit des Jobs                                                      |
| Bois                                                                                          |
| 2 flûtes, 2 clarinettes, 2 hautbois, 2 bassons                                                |
| Cuivres                                                                                       |
| 4 cors, 3 trompettes, 3 trombone, 1 tuba                                                      |
| Percussions                                                                                   |
| 2 timbales glockenspiel, xylophone, triangle, caisse claire, grosse caisse, cymbales, tam-tam |
| Cordes pincées                                                                                |
| harpe                                                                                         |

## Source de la traduction
- (de) Cet article est partiellement ou en totalité issu de l’article de Wikipédia en allemand intitulé « Die Hochzeit des Jobs » (voir la liste des auteurs).